# Mõisaküla (Lääne-Nigula)
Mõisaküla (Duits: Moisakülla) is een plaats in de gemeente Lääne-Nigula, provincie Läänemaa in Estland. De plaats heeft de status van dorp (Estisch: küla).
De plaats lag tot in oktober 2013 in de gemeente Oru. In die maand ging Oru op in de fusiegemeente Lääne-Nigula.

## Bevolking
Het dorp had 25 inwoners op 31 december 2011 en 21 inwoners op 31 december 2021.

## Geschiedenis
Mõisaküla werd voor het eerst genoemd in 1726 onder de naam Moisaküll. Er zijn aanwijzingen dat het dorp ouder is en hetzelfde is als het dorp Moißaße By, dat op het eind van de 17e eeuw werd genoemd. Dat dorp lag op het landgoed Udenküll (Uugla). In 1817 werd het landgoed Orrenhof (Oru) van Udenküll afgesplitst. Moisaküll ging mee.
Tussen 1977 en 1997 maakte Mõisaküla deel uit van het buurdorp Oru.